# Johanne 1. af Navarra
Johanne 1. (14. januar 1273 - 31. marts / 2. april 1305)  (baskisk: Joana) var regerende dronning af Navarra og grevinde af Champagne fra 1274 til 1305, og dronning af Frankrig gennem sit ægteskab med Filip 4. af Frankrig. Hun var datter af kong Henrik 1. af Navarra og Blanka af Artois.

## Liv
Johanne blev født i Bar-sur-Seine, Champagne den 14. januar 1273 som prinsesse af Huset af Blois. Året efter, efter sin fars død, blev hun grevinde af Champagne og regerende dronning af Navarra. Hendes mor Blanka var hendes værge og regent i Navarra. Forskellige magter, både udenlandske og fra Navarra, forsøgte at drage fordel af den mindreårige arving og den kvindelige regents "svaghed", hvilket fik Johanne og hendes mor til at søge beskyttelse ved Filip 3. af Frankrigs hof. Hendes mor reste til Frankrig i 1274, og ved Orléans-traktaten i 1275 blev Johanne forlovet med en af Filips sønner (Ludvig eller Filip). Blanka bragte derved sin datter og styret i Navarra under kongen af Frankrigs beskyttelse. Efter dette blev Johanne voksede op sammen med Filip. Det er faktisk usikkert, om hun nogensinde har boet i Navarra i løbet af sin barndom.
I en alder af 11 år blev Johanne gift med den fremtidige Filip 4. af Frankrig den 16. august 1284 og blev dronning af Frankrig et år senere i 1285. Deres tre sønner, der overlevende barndommen, skulle alle komme til at blive konger af Frankrig, mens deres eneste, datter der nåede voksenalderen, Isabella blev dronning af England.
Johanne blev beskrevet som at have været trind og almindelig, mens hendes smukke datter Isabella lignede hendes far mere af ydre. Med hensyn til hendes karakter var Johanne modig, tapper og foretagsom.
Joan blev beskrevet som en succes i sin rolle som dronning af Frankrig: hun sikrede arvefølgen, hun var en effektiv frue over hoffet, en værdig førstedame og havde et meget godt forhold til kongen. Efter at have vokset op sammen var parret tydeligt meget tætte, og det rapporteres, at Filip har elsket og respekteret hende dybt. Hans følelsesmæssige afhængighed af hende antydes som en grund til, hvorfor hun aldrig besøgte Navarra. I 1294 udnævnte Filip hende til regent for Frankrig, hvis hans søn efterfulgte ham som stadig mindreårig. Imidlertid antages han ikke at have betroet hende indflydelse på Frankrigs anliggender, medmindre det vedrørte hendes egne domæner Navarra og Champagne.
Dronning Johanne grundlagde det berømte Navarre Kollegium i Paris i 1305.

### Dronning af Navarra og grevinde af Champagne
Dronning Johanne 1. af Navarra og grevinde af Champagne og Brie blev erklæret for myndig ved sit ægteskab i 1284 og gjorde hyldest for Champagne og Brie til sin svigerfar i Paris.
Joan besøgte aldrig Kongeriget Navarra, som blev regeret i hendes navn af franske guvernører udpeget først af sin svigerfar og derefter af hendes ægtefælle i hendes navn. De franske guvernører var ekstremt upopulære i Navarra, og hendes fravær fra landet blev taget ilde op. Imidlertid var det franskmændene, der fik skylden for hendes fravær snarere end hende, og loyaliteten til hendes ret til at herske blev der ikke sat spørgsmålstegn ved. Det blev snarere fremhævet i Navarra, at det faktisk var hende snarere end franskmændene, der var deres hersker. Langtfra blev der udstedt edikter i hendes navn, og mønter blev slået i hendes billede og hun gav beskyttelse til kapeller og klostre. Hun kom aldrig nærmere Navarra end Carcassonne i år 1300, og hendes ægtefælle fik skylden for dette.
Johanne var meget mere direkte aktiv som grevinde af Champagne. Mens det var et grevskab snarere end et kongerige, var Champagne meget rigere og mere strategisk vigtig. Filip 4. udnævnte dets administratorer, men Johanne besøgte Champagne regelmæssigt, og det er registreret, at hun har deltaget i alle funktioner, der krævedes af en herskende vasal, og hun blev anset som passiv, men en aktiv uafhængig hersker i dette område. I 1297 rejste hun en hær og ledte den mod greven af Bar, da han gjorde oprør mod hende ved at invadere Champagne. Dette var eksplicit i hendes ægtefælles fravær, og hun førte personligt greven i fængsel, før hun sluttede sig til sin ægtefælle. Hun handlede også personligt i sin retssag mod biskop Guichard af TroyesTroyes, som hun beskyldte forved svig at have stjålet midler fra Champagne og hendes mor.
Johanne døde i 1305, angiveligt i barselssengen, men biskoppen af Troyes, Guichard, blev arresteret i 1308 og anklaget for at have dræbt hende med hekseri ved at stikke et billede af hende med en pind. Han blev løsladt i 1313. Hendes personlige læge var opfinderen Guido da Vigevano.

## Afkom
Med Filip 4. af Frankrig:
1. Margrete (1288 - ca. 1294)
2. Ludvig 10. af Frankrig, kong Ludvig 1. af Navarra fra 1305, Frankrig fra 1314 (oktober 1289 - 5. juni 1316)
3. Blanka (1290 - ca. 1294)
4. Filip 5. af Frankrig og Navarra (som Filip 2.) (1292/93 - 3. januar 1322)
5. Karl 4. af Frankrig og Navarra (som Karl 1.) (ca. 1294 - 1. februar 1328)
6. Isabella (ca. 1295 - 23. august 1358), gift med Edvard 2. af England
7. Robert (1297 - juli 1308)

## Skildring i film
I Knightfall spilles Johanne af Olivia Ross. Hun fremstilles som at have indledt en affære med tempelridderen Landry, efter at han reddet Johanne og Filip fra at blive myrdet af røvere, og derefter blev hun hemmeligt gravid med hans barn.